# Bačko Dobro Polje
Bačko Dobro Polje (Servisch: Бачко Добро Поље) is een klein dorp in Servië, in de regio Vojvodina. Het ligt in het district Zuid Bačka, in de gemeente Vrbas.
Het aantal inwoners bedraagt 3988 (2002). Het is een voornamelijk agrarisch dorp, dat werd opgebouwd door mensen uit Montenegro. Volgens de volkstelling van 1971 maakten Montenegrijnen 55,39% van de bevolking uit. Bij de volkstelling van 2002 gaven de meeste inwoners op dat ze Serviër waren.
Bačko Dobro Polje is de geboorteplaats van Slobodan Mitrić.